# Eucidaris thouarsii
Eucidaris thouarsii L. Agassiz & Desor, 1846 è un riccio di mare appartenente alla famiglia Cidaridae.

## Distribuzione
Si trova nell'oceano Pacifico, principalmente vicino a Panama.

## Descrizione
Si distingue dai suoi congeneri, in particolare da Eucidaris tribuloides per le spine più affusolate.